# Charles Kullman
 (décembre 2022).
Si vous disposez d'ouvrages ou d'articles de référence ou si vous connaissez des sites web de qualité traitant du thème abordé ici, merci de compléter l'article en donnant les références utiles à sa vérifiabilité et en les liant à la section « Notes et références ».
Charles Kullman, né Kullmann le 13 janvier 1903 à New Haven et mort dans la même ville le 8 février 1983, est un ténor américain qui connaît une vaste carrière, tant en Europe qu'en Amérique.

## Vie et carrière
Charles Kullman est né à New Haven dans le Connecticut, dans une famille d'immigrés allemands et a commencé à se produire dans une chorale d'église à l'âge de huit ans.
Il a fréquenté l'université Yale, étudiant la médecine. Cependant, après avoir obtenu son diplôme en 1924, il revient à son premier intérêt, la musique, persuadé de faire carrière en tant que chanteur. Accepté à la Juilliard School grâce à une bourse, il étudie avec Anna E. Schoen-René. Après trois années d'études, il obtient une autre bourse pour étudier à l'Université américaine de Fontainebleau, en France, avec Thomas Salignac. À son retour en Amérique en 1928, il enseigne le chant pendant un certain temps au Smith College, puis rejoint l'American Opera Company en tournée de Vladimir Rosing et commence à chanter des rôles principaux, par exemple dans la première sur le continent américain de L'Orfeo de Claudio Monteverdi.
Deux ans plus tard, Kullman retourne en Europe. Il rencontre le chef d'orchestre Otto Klemperer, ce qui a conduit à son engagement au Kroll Theater de Berlin, où il fait ses débuts le 24 février 1931, dans le rôle de Pinkerton dans Madame Butterfly. Un an plus tard, Kullman fait ses débuts au Staatsoper de Berlin, où il devient l'un des favoris du public. Pendant son séjour, il travaille avec les plus grands chefs d'orchestre allemands, dont Wilhelm Furtwängler, Erich Kleiber et Leo Blech.
Kullman fait ses débuts à l'Opéra d'État de Vienne et au Royal Opera House de Londres en 1934. L'année suivante voit ses débuts au Festival de Salzbourg, dans le rôle de Florestan dans Fidelio de Ludwig van Beethoven, dirigé par Arturo Toscanini. Son Walther dans Die Meistersinger von Nürnberg, en 1936, toujours avec Toscanini, lui vaut encore des éloges. On l'entend à cette époque dans l'enregistrement live de Das Lied von der Erde, avec Kerstin Thorborg, sous la direction de Bruno Walter, du Musikverein de Vienne (également en 1936). Il apparaît dans de petits rôles dans des films tournés en Allemagne entre 1934 et 1937 (par exemple dans Bomben auf Monte-Carlo.
Le 8 décembre 1939, il a changé l'orthographe de son nom de Kullmann en Kullman[réf. nécessaire].
Après avoir chanté en Europe, Kullman revient en Amérique pour ses débuts au Metropolitan Opera de New York le 19 décembre 1935, dans le rôle-titre de Faust de Charles Gounod. Un enregistrement live existe de cette époque, où il chante Alfredo dans La traviata, face à Bidu Sayão et Leonard Warren en 1943, sous Cesare Sordero.
En 1947, il apparaît dans le film Schéhérazade en tant que médecin de bord et ami de Nikolaï Rimski-Korsakov. Le film présente un épisode imaginaire de la vie du compositeur. Kullman y est nommé en tant que « Charles Kullmann ».
En 25 saisons au Met, ses rôles incluent Don José dans Carmen de Georges Bizet, Pinkerton, Walther, Ottavio dans Don Giovanni, Avito dans L'amore dei tre re et Eisenstein dans Die Fledermaus. Il a ensuite assumé les rôles de Shuisky dans Boris Godunov de Modeste Moussorgsky et Goro dans Madame Butterfly.
Plus tard, il a enseigné le chant à la fois à l'université de l'Indiana entre 1956 et 1971 et à l'Institut de musique Curtis de 1970 à 1971.
Charles Kullman est décédé dans sa ville natale de New Haven, à l'âge de 80 ans.